# Джамбатісто Маріно
Джамбатісто Маріно народився 14 жовтня 1569 році в Неаполі, Італія — відомий італійський поет, яскравий представник епохи бароко.

## Біографія
Аби не йти по стопах батька і вивчати право, Маріно не рідко перепродував ті книги з юриспруденції, що давав йому батько, і на виручені гроші купував збірки віршів, в результаті чого врешті-решт був вигнаний з дому. Служив у знатних неаполітанців. Сходження Маріно до слави було затьмарене позбавленням волі (його кохана померла в результаті аборту); ще більшими неприємностями загрожувало йому друге ув'язнення (рятуючи приятеля, Маріно підробив архієпископську грамоту). В результаті поетові довелося покинути Неаполь і перебратися в Рим, де він знайшов собі покровителя в особі кардинала П'єтро Альдобрандіні. У свиті кардинала побував в Равенні, потім в Турині. У 1602—1603 роках жив у Венеції. Завоювавши розташування герцога Савойї Карла Еммануїла, був удостоєнний в 1609 ордена Великого христа Святих Моріса і Лазаря; відтоді звався кавалер Маріно.
У 1609 на життя Маріно зазіхав його суперник при Савойському дворі, поет Гаспаре Муртола; різка полеміка двох поетів відбилася в циклі Маріно «Муртолеіда» (Murtoleide, 1619), що включає в себе 81 сатиричний сонет. До 1615 року служив при Савойському дворі, проте, безпідставно звинувачений у наклепі на герцога, знову опинився у в'язниці. У 1615 прибув до Франції на запрошення Марії Медічі. Можливо, відвідував салон пані Рамбуйє, спілкувався з Вуатюр, Гезом де Бальзаком. Людовик XIII призначив йому платню в розмірі 2000 екю, що дозволило поетові придбати собі віллу в Позіліппо, а також колекціонувати живопис. У 1623 році повернувся в Неаполь.
Протягом багатьох років Джамбаттіста Маріно пов'язувала багаторічна дружба з Клавдіо Акілліні, який також пробував свої сили в поезії, і, на думку ряду критиків, вірші останнього являли собою наслідування Маріно.

## Творчість

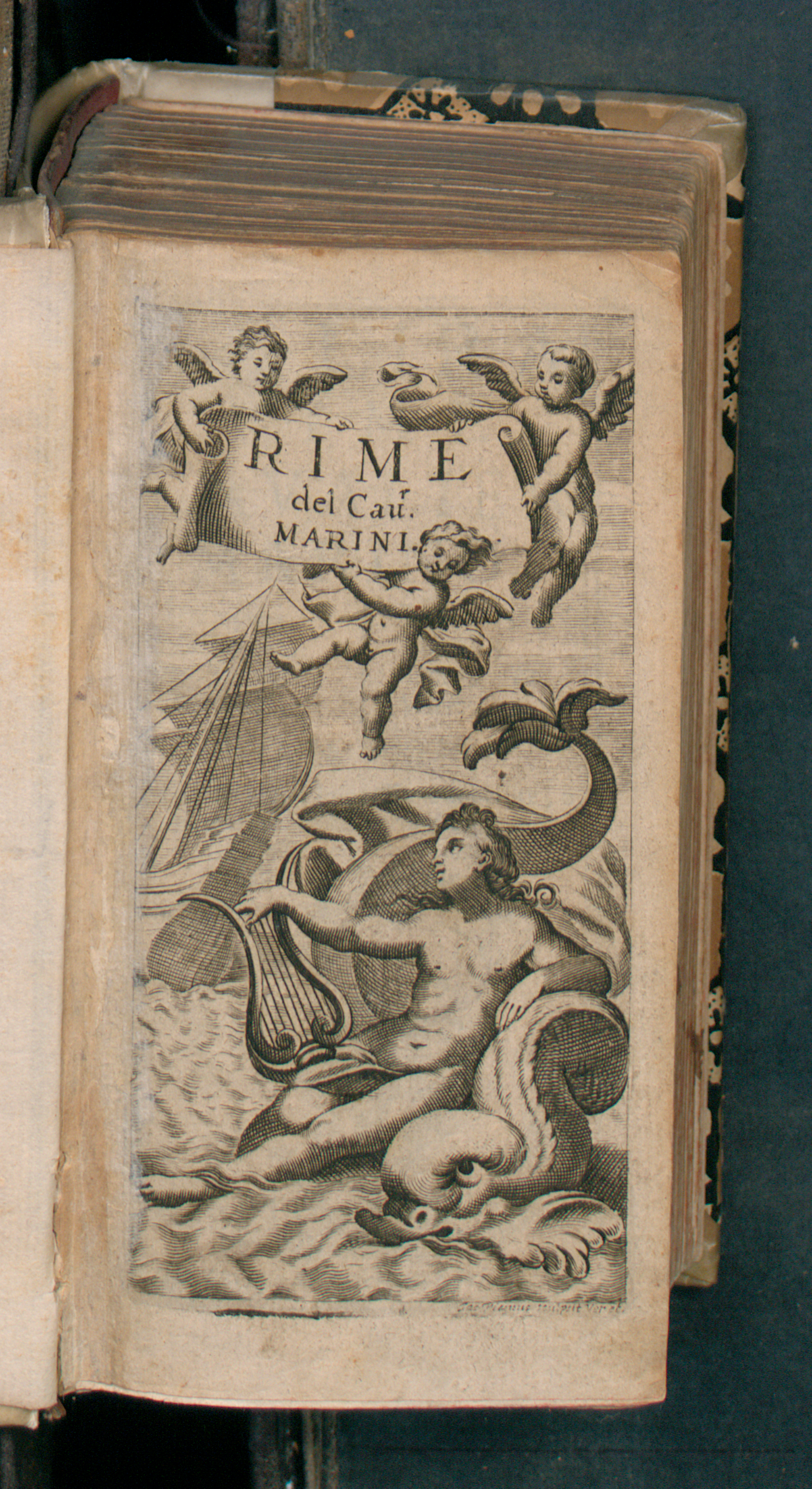
Lira, 1674

### Лірика
Маріно складав вірші з юних років. Перша поетична збірка (Rime) вийшла у 1602 році. Найбільш відомі його збірки «Ліра» (La Lira, 1608—1614) і «Цівниця» (La Sampogna, 1620). До зразків придворної поезії слід віднести збірник «Епіталаму» (Epitalami, 1616). Відповідає смаку Маринізму і навіяний захопленням Маріно-збирача живопису збірник «Галерея» (La Galleria, 1619) включає в себе зразки Екфрасіса, описів реальних (в числі їх авторів — Тіціан, Мікеланджело, Рафаель, Параміджаніно, Гвідо Рені) і вигаданих живописних полотен і скульптур. Сам Маріно особливо високо цінував свою витриману в дусі сакрального бароко поему «Побиття немовлят» (La Strage degli innocenti, написана близько 1605 р опублікована посмертно в 1632 р .; була переведена на російську мову Я. Б. Княжніна (1779), потім І. Восленського (1811)). У наслідування Франческо Берні Маріно написав терцинами ряд сатиричних віршів (Капітолій), в тому числі «Про чобіт» (Dello stivale). Під явним впливом Тассо він почав працювати над двома героїчними поемами: «Зруйнований Єрусалим» (Gerusalemme distrutta, опубл. В 1626) і «Звільнений Антверпен» (L'Anverse liberata, опубл. В 1956), проте не довів їх до кінця. Для поезії Маріно, що віддавав перевагу жанрам Мадригал і канони (рідше він складав сонети, а в «Галереї» активно вдавався до епіграми), характерні: витонченість стилю, велика кількість несподіваних метафор і кончетті, підвищена музикальність, поєднання метричних і ритмічних експериментів з міцної вкоріненості в поетичній традиції. Всі ці особливості були взяті на озброєння італійськими поетами XVII століття, яких прийнято називати мариністами.

### Проза
Серед прозових творів Маріно: насичений вишуканою риторикою бароко цикл «Священні проповіді» (Dicerie sacre, 1614); надзвичайно диверсифікований у стилістичному відношенні епістолярій, що включає як бурлескні послання («До татка Носа», Al padre Naso), так і іронічний звіт про паризьку мораль, і досить практичні вмовляння «сильних світу цього»; і, нарешті, похмурий лист із в'язниці, що нагадує аналогічні твори Якопоне да Тоді та Кампанелли.

### Поема «Адоніс»
Найзначнішим твором Маріно є широка любовно-міфологічна поема в двадцяти піснях «Адоніс» (L'Adone, розпочата в кінці XVI століття, завершена близько 1620, опублікована в 1632 році в Парижі за підтримки Людовика XIII). Поема була задумана як змагання з поемою Тассо «Звільнений Єрусалим» і — в меншій мірі — з «Несамовитим Орландо» Аріосто. Як і зазначені твори, «Адоніс» написаний октавою, але за своїм характером вона сильно відрізняється від великих зразків. Поема включає в себе, поряд з міфологічними епізодами (пов'язаними, в першу чергу, з любов'ю Адоніса і Венери), справжню енциклопедію початку сеіченто: в «Адонісі» так чи інакше відображені й новітні природничо-наукові досягнення, і географічні відкриття, й актуальні політичні події, і велика літературна традиція (від Овідія і Апулея до Петрарки, Боккаччо і Франческо Колона), в тому числі пасторальна й епічна. Як показали сучасні дослідження, велична будівля «Адоніса» збудована за законами не тільки барокової, а й ренесансної архітектоніки; зокрема, в структуру поеми закладено принцип золотого перетину. У той же час в поемі помітно вплив ідей пізньоренесансної натурфілософії, поглядів знаменитого вільнодумця Ваніні, а також «натуральної магії» Дж. Делла Порта. Маріно вставив в поему велику вставну новелу, назвавши її «новелетою» — це поетична версія популярного в мистецтві Ренесансу міфу про Амура та Психею…